# Fortim Vicente Pinzón
O Fortim Vicente Pinzón localizava-se na margem esquerda do rio Macari (rio Maiacaré?), na região do Cabo Norte, no litoral nordeste do atual estado brasileiro do Amapá.

## História
No contexto da disputa fronteiriça entre Portugal e a França pela região do Cabo Norte, tropas oriundas da Guiana Francesa erigiram, em 1782, um posto fortificado neste local, batizado de Vicente Pinzón em homenagem aquele navegador espanhol, descobridor da foz do rio Amazonas em fevereiro de 1500.
Esta fortificação foi atacada e destruída por forças portuguesas, em resposta (BARRETTO, 1958:62, 69).